# منظمة حفظ الصحة
منظمة حفظ الصحة هي مجموعة تأمين طبي تقدم خدمات صحية مقابل رسوم سنوية ثابتة. إنها منظمة تتيح أو ترتب الرعاية المُدارة للتأمين الصحي وخطط مزايا الرعاية الصحية الممولة ذاتيًا، وللأفراد والكيانات الأخرى، وتعمل حلقة وصل بمزودي الرعاية الصحية (المستشفيات والأطباء وما إلى ذلك) على أساس الدفع المسبق.